# Ted Reichman

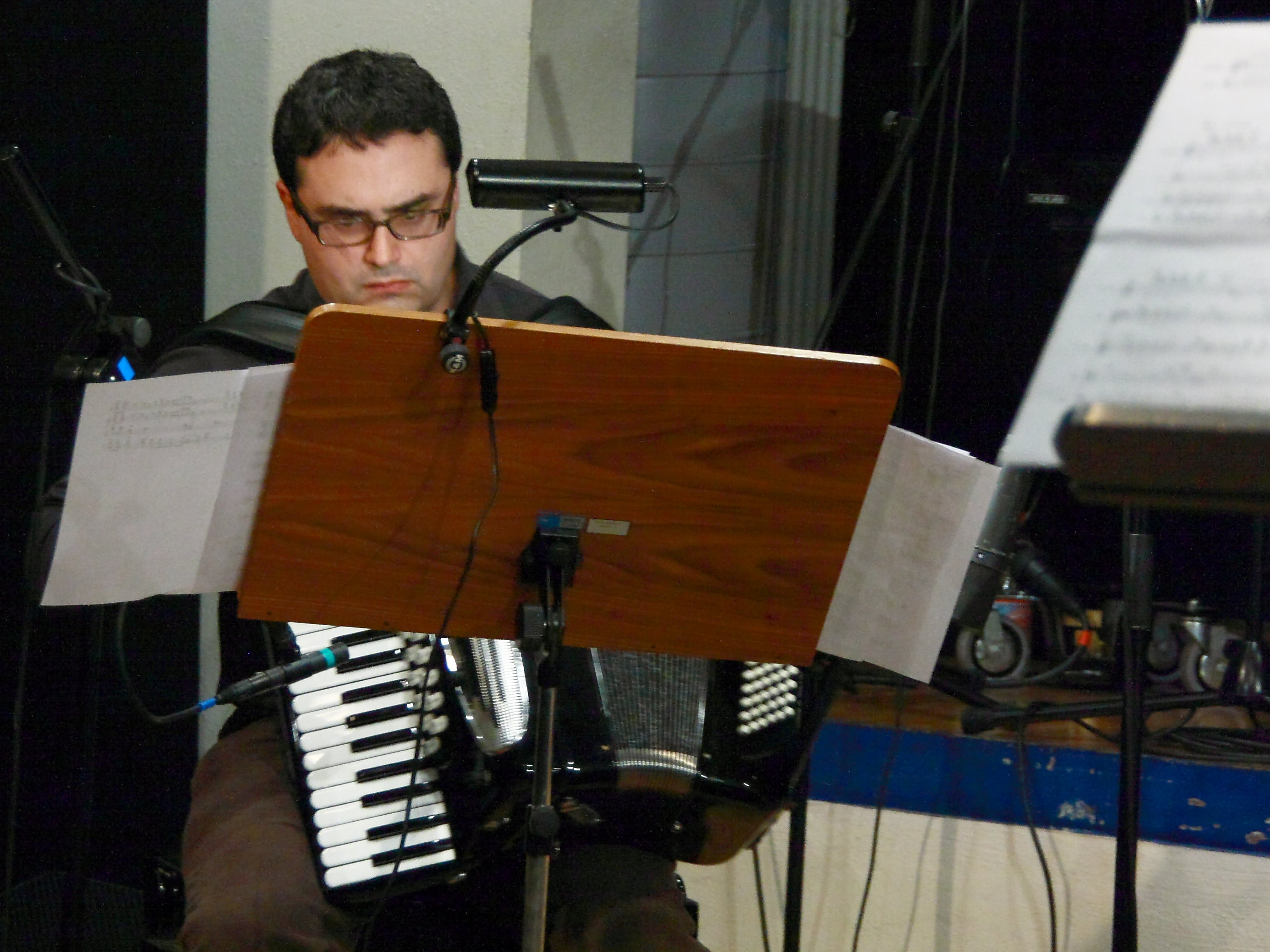
Ted Reichman mit dem Ingrid Laubrock Octet im Kult, Niederstetten, 2011

Ted Reichman (* 1973 in Houlton, Maine) ist ein US-amerikanischer Musiker (Akkordeon, Orgel, Keyboards, auch Perkussion, Electronics), Komponist sowie Musikproduzent, und -veranstalter, der sich auf Verknüpfungen von Improvisation mit verschiedenen Formen von Jazz, ethnischer und Popularmusik konzentriert.

## Leben und Wirken
Reichman studierte an der Wesleyan University bei Alvin Lucier und Anthony Braxton, mit dem er auch aufnahm (Duo (Leipzig), 1993, und Ghost Trance Music). Er wirkte außerdem als Assistent bei Braxtons Opernproduktion Trillium M. mit. Nach seinem Umzug nach New York City arbeitete Reichman mit Jazz- und Improvisationsmusikern wie Ben Perowsky, Chris Speed, Marc Ribot, Anthony Coleman, David Krakauer, Eugene Chadbourne und Roberto Rodríguez; außerdem spielte er Alternative Country mit Sue Garner und Laura Cantrell und Rockmusik. 1995 gründete er die Konzertreihe alt.coffee im New Yorker East Village, in der seine langjährige Zusammenarbeit mit John Hollenbeck begann, dessen Claudia Quintet er angehört. Reichman war auch als Kurator im Veranstaltungsort Tonic tätig. Unter eigenem Namen legte er die Alben Emigré (Tzadik 2003, u. a. mit Doug Wieselman) und Listen Now! My Ears are Bent (Skirl, 2006, mit Mary Halvorson) vor, für die er auch komponierte. Im Bereich des Jazz war er zwischen 1992 und 2011 an 31 Aufnahmesessions beteiligt, u. a. mit Dorgon y su grupo (mit Matt Moran, Curtis Hasselbring). 2011 trat er in einem Oktett unter Leitung von Ingrid Laubrock auf dem SWR NewJazz Meeting auf.
Ferner schrieb er Filmmusiken für Spielfilme (Rick 2003 und The Memory Thief, 2007) und mehrere Dokumentarfilme wie States of UnBelonging(2005) und Ahead of Time (2009). Er war 2010 Fellow beim Sundance Institute Documentary Composers Lab. Zudem betätigte er sich als Musikproduzent für den Rockmusiker Kipchoge und die Formation Endangered Blood (mit Chris Speed, Oscar Noriega, Trevor Dunn und Jim Black). Reichman unterrichtet am New England Conservatory Jazz und zeitgenössische Improvisationsmusik.